# Metro v Los Teques
Metro v Los Teques (Metro de Los Teques) je systém metra, který obsluhuje město Los Teques, hlavní město venezuelského státu Miranda. Spojuje ho s hlavním městem země, Caracasem. Je ve vlastnictví státu Miranda, metra v Caracasu a města Guaicaipuro. První úsek metra byl slavnostně otevřen 3. listopadu 2006. V plánu jsou celkem 3 linky, které mají Los Teques spojit nejen s Caracasem, ale také s dalšími okolními městy, jako jsou Carrizal a San Antonio de los Altos.

## Historie
První studie k výstavbě příměstského systému metra který by mohl spojit město Los Teques s hlavním městem země, Caracasem vznikly v roce 1982. Dne 19. října 1998 bylo rozhodnuto o založení společnosti Los Teques Metro C. A., která dostala za úkol výstavbu organizovat a následně metro provozovat.
V roce 2001 začaly práce na výstavbě úseku mezi stanicemi Las Adjuntas a Alí Primera podél břehu řeky San Pedro, jejíž tok musel být usměrněn. Trať vychází ze stanice Las Adjuntas metra v Caracasu a končí ve stanici Alí Primera, která se původně jmenovala „El Tambor“, což je městská čtvrť, kde se nachází. V době výstavby se nepočítalo s žádnou mezistanicí. Výstavba stála přibližně 851 milionů dolarů.
První úsek byl otevřen s omezeným provozem dne 3. listopadu 2006. Provoz se řídil podle zvláštního jízdního řádu (ve špičce) od 05:00 do 09:00 a od 17:00 do 23:00, a to pouze v jednom směru, protože byla v provozu pouze jedna kolej a práce na zprovoznění druhé stále probíhaly.
Konečně 22. října 2007 byla slavnostně otevřena druhá kolej první linky. 19. listopadu 2007 byl posílen provoz rozšířením vozového parku o dva nové vlaky (ze dvou na čtyři), což vedlo ke zkrácení intervalů z 17 na 9 minut. Tím metro v Los Teques začalo fungovat podle pravidelného jízdního řádu a denně přepraví více než 42 tisíc cestujících.
11. prosince 2012 byla slavnostně otevřena třetí stanice Guaicaipuro, následně 1. prosince 2013 další s názvem Independencia. Mezilehlá stanice Ayacucho byla slavnostně otevřena 7. října 2015.
V roce 2015 zahájilo Metro v Los Teques obnovu svého vozového parku uvedením do provozu nových vlaků Alstom Metropolis od společnosti Alstom. Na obou linkách je od dubna 2017 v provozu celkem 22 těchto souprav.

### Plány na rozšíření
Jakmile byla první sekce uvedena do provozu, bylo rozhodnuto o prodloužení, označovaného jako linka 2. Ta by vedla ze stanice Alí Primera do San Antonia de los Altos. Smlouva o zahájení stavby zmíněného úseku byla podepsána v prosinci 2006. Zakázku v hodnotě přibližně 1,28 miliardy dolarů získala brazilská společnost Odebrecht.
Prodloužení linky 2 by mělo podle plánů mít délku 12,5 km se sedmi novými stanicemi: čtyři v Los Teques, dvě v okolních městech a konečnou v San Antoniu de Los Altos. Linka 3 by měla navazovat s délkou 18 km. Na plánovaném úseku linky 3 by mělo vzniknout pět stanic a konečná bude napojená na metro v Caracasu.

## Přehled linek a stanic

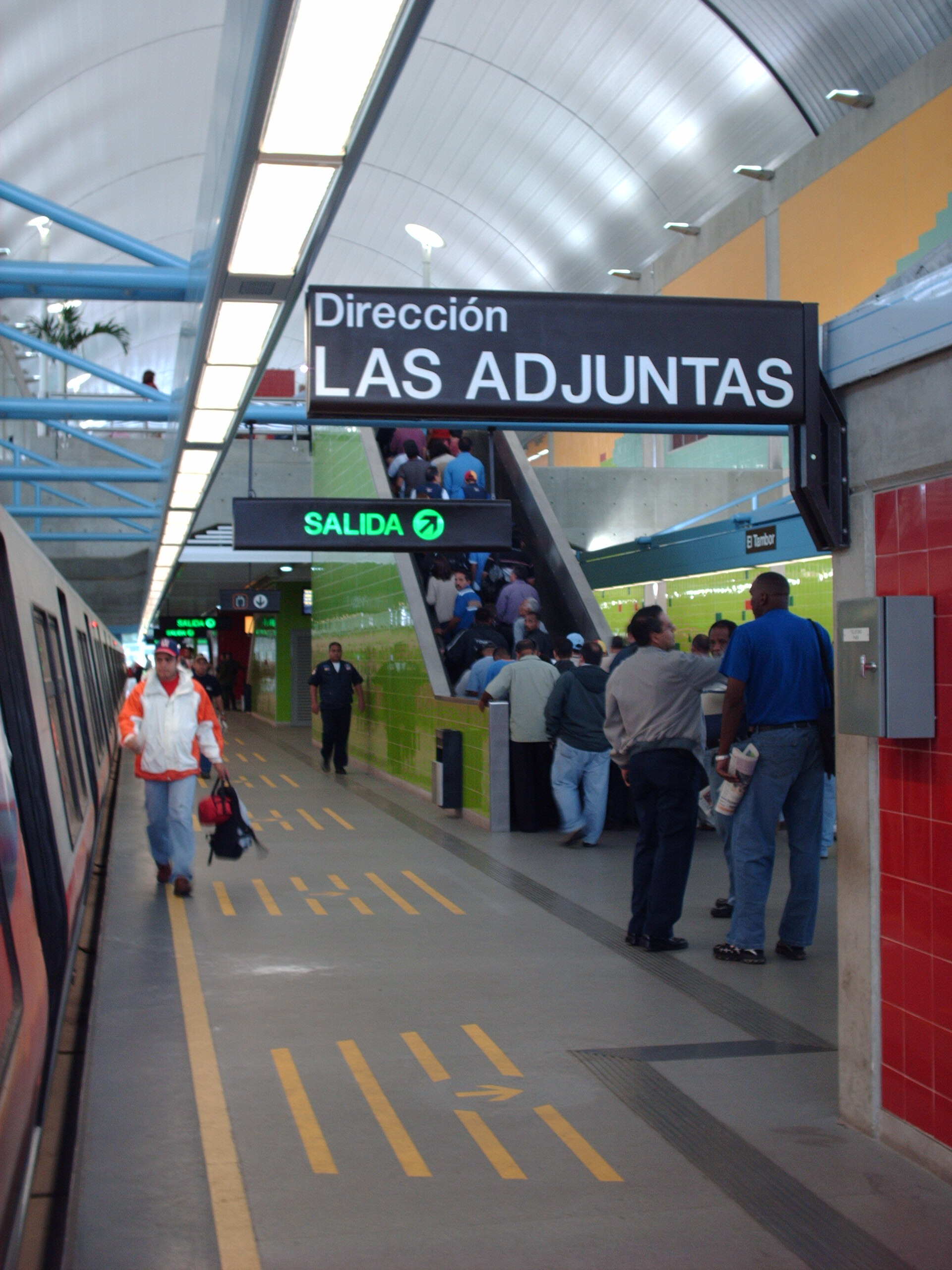
Stanice Alí primera.

| Linka | Stanice       | Délka (km) | Poznámky                                                    |
| ----- | ------------- | ---------- | ----------------------------------------------------------- |
| 1     | Las Adjuntas  | 9,5        | Společná stanice s metrem v Caracasu                        |
| 1     | Ayacucho      | 9,5        | V provozu od 7. října 2015                                  |
| 1     | Alí Primera   | 9,5        | V provozu od 3. listopadu 2006                              |
| 2     | Guaicaipuro   | 12,5       | V provozu, od 11. prosince 2012                             |
| 2     | Independencia | 12,5       | V provozu od 1. prosince 2013                               |
| 2     | Los Cerritos  | 12,5       | Ve výstavbě                                                 |
| 2     | Carrizal      | 12,5       | Ve výstavbě                                                 |
| 2     | La Carbonera  | 12,5       | Ve výstavbě                                                 |
| 2     | Las Minas     | 12,5       | Ve výstavbě                                                 |
| 2     | San Antonio   | 12,5       | Ve výstavbě                                                 |
| 3     | Rosalito      | 18         | V plánování                                                 |
| 3     | El Limón      | 18         | V plánování                                                 |
| 3     | Potrerito     | 18         | V plánování                                                 |
| 3     | La Mariposa   | 18         | V plánování                                                 |
| 3     | Panamericana  | 18         | V plánu je přestup na stanici La Rinconada metra v Caracasu |

## Tunely
První úsek, otevřený v roce 2006, si vyžádal výstavbu řady tunelů, včetně tunelu Carrizalito, který měří více než 3,5 km a je jedním z nejdelších tunelů určených pro metro ve Venezuele. Naprostá většina trasy metra je pod zemí. Celkem je na tomto úseku 6 178,14 metrů tunelů z celkových 9 479 metrů.